# Justizvollzugsanstalt Geldern

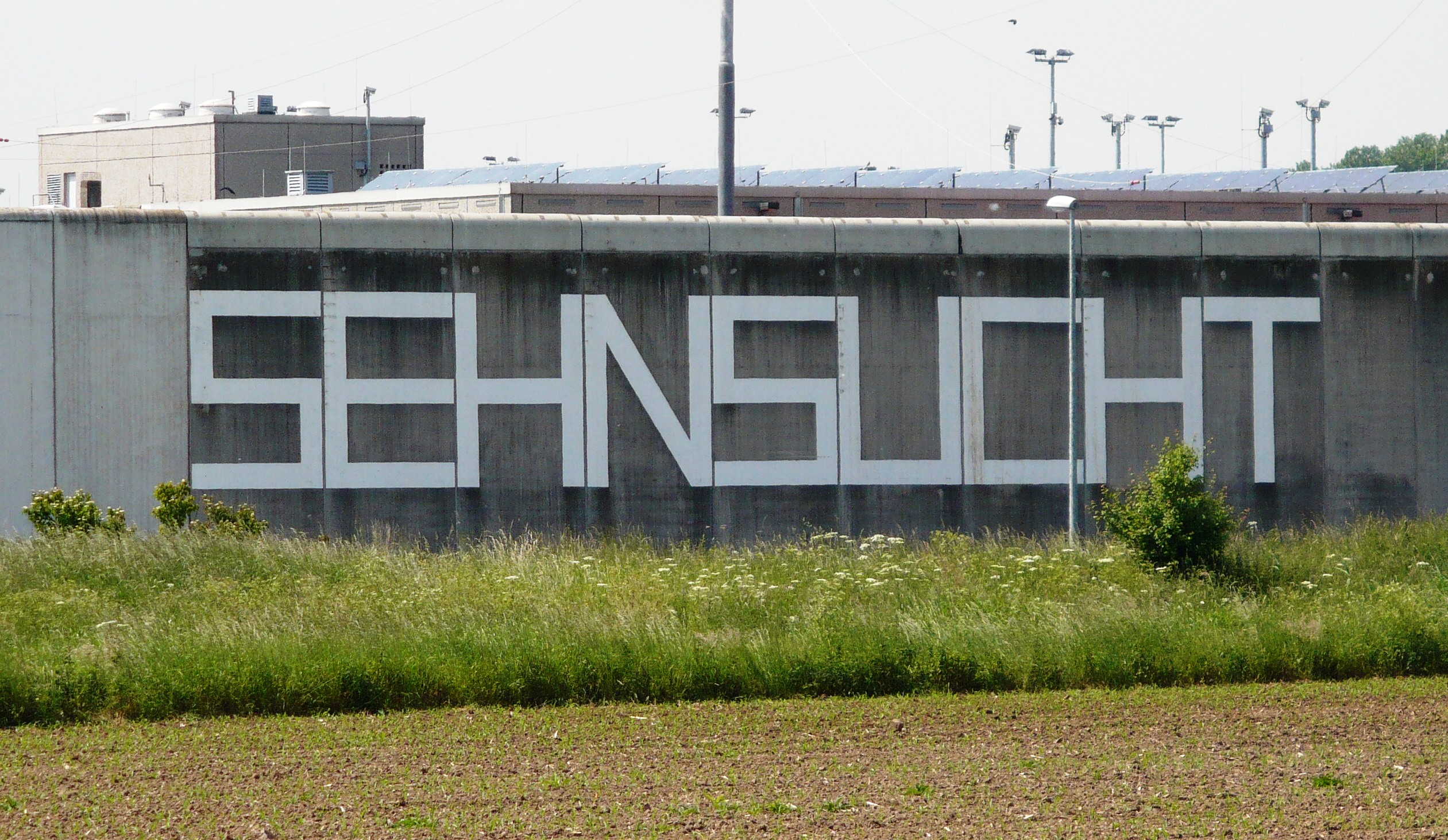
Mauerabschnitt der JVA Geldern

Die Justizvollzugsanstalt Geldern ist eine Justizvollzugsanstalt (JVA) für erwachsene männliche Strafgefangene in der Stadt Geldern im Kreis Kleve. Die JVA liegt zwischen der Stadt Geldern und dem Ortsteil Pont in einem überwiegend landwirtschaftlich genutzten Gebiet. Unmittelbar an der Gefängnismauer fließt die Niers.
Sie verfügt derzeit über 679 Haftplätze. Das Gelände der JVA innerhalb der Mauer ist ca. 60.000 m² groß, die sechs Meter hohe Gefängnismauer ist über 1000 m lang. Das gesamte Anstaltsgelände ist videoüberwacht.
Zur JVA gehören 42 Dienstwohnungen. Die JVA Geldern verfügt über eine der modernsten Druckereien in Nordrhein-Westfalen. Zur Gewinnung von Sonnenenergie wurde auf dem Dach der JVA eine Photovoltaikanlage installiert.

## Geschichte
Der Bau der JVA Geldern wurde 1972 begonnen, eröffnet wurde sie 1979. Das Gefängnis wurde in Kammbauweise errichtet, die ursprünglichen vier Hafthäuser gehen vom Hauptgebäude rechtwinklig ab ähnlich wie die Zinken eines Kamms.
Die Hafthäuser A und C sind dreigeschossig, die Hafthäuser B und D zweigeschossig. Es wurden 551 Haftplätze eingerichtet, davon 511 Einzelhafträume und 40 Gemeinschaftsplätze. Die Baukosten betrugen rund 70 Millionen Deutsche Mark.
In den Jahren 2001 bis 2008 wurde die Justizvollzugsanstalt durch den Bau- und Liegenschaftsbetrieb NRW saniert und erweitert. Durch den Bau zweier zusätzlicher zweigeschossiger Hafthäuser mit je circa 30 Einzelhafträumen wurde die Zahl der Haftplätze auf 679 erhöht. Die Hafthäuser E und F sind gegenüber den älteren Häusern ebenfalls in Kammbauweise angeordnet. Im Zuge der Erweiterung wurden zudem Arbeitsbetriebe, Ausbildungsbetriebe und das Schulzentrum neu gebaut. In den alten Räumlichkeiten wurden Büros und Freizeiträume untergebracht. Die Gesamtkosten der Erweiterung betrugen rund 20 Millionen Euro.

## Zuständigkeit
Die JVA Geldern ist zuständig für den Vollzug von Freiheitsstrafen im Erst- und Regelvollzug von mehr als 18 bis 24 Monaten für den Landgerichtsbezirk Kleve sowie für den Vollzug von Freiheitsstrafen im Regelvollzug von mehr als 18 bis 24 Monaten für die Landgerichtsbezirke Düsseldorf und Krefeld.
Für den Vollzug von Freiheitsstrafen an Ausländern von mehr als 24 bzw. 48 Monaten ist die JVA zudem für die Landgerichtsbezirke Duisburg bzw. Kleve zuständig.
Die Zuständigkeiten der Justizvollzugsanstalten in Nordrhein-Westfalen sind im Vollstreckungsplan des Landes NRW geregelt (AV d. JM v. 16. September 2003 – 4431 – IV B. 28 -).

## Arbeit, Ausbildung und Weiterbildung
Die JVA Geldern ist eine der wenigen Anstalten in NRW, die auch die Berufsausbildung für Gefangene anbietet. Deshalb werden interessierte Gefangene aus ganz NRW in die Anstalt verlegt. Die JVA verfügt derzeit über 242 Ausbildungsplätze in verschiedenen Bereichen. Träger der Ausbildungsmaßnahmen ist der TÜV NORD Bildung GmbH & Co.KG.
Ausgebildet werden:
- Gebäudereiniger
- Maurer
- Fliesen-, Platten-, Mosaik- und Estrichleger
- Medientechnologe Druckverarbeitung
- Mediengestalter in Digital und Print
- Medientechnologe Druck (Fachrichtung Flachdruck/Druckformherstellung)
- Energieelektroniker (Betriebstechnik)
- Holzmechaniker (Fachrichtung Möbel- und Gehäusebau)
- Industriemechaniker (Betriebstechnik)
- Zerspanungsmechaniker (Fachrichtung Drehtechnik)
- Zerspanungsmechaniker (Fachrichtung Frästechnik)
- CNC Fortbildung für Facharbeiter in Metallberufen
- Schweißer (Fachrichtung Stahlbau, Schwerpunkt MAG Prüfung, Schwerpunkt WIG Prüfung)
- Koch[12]
- Maler und Lackierer[8]

Die Prüfungen werden von der Industrie- und Handelskammer (IHK), der Kreishandwerkerschaft (HwK) oder dem Deutschen Verband für Schweißtechnik (DVS) abgenommen. Die Gesellenbriefe lassen nicht auf den Erwerb in einer JVA schließen. Seit 2009 stehen Praktikumsplätze im Bereich Maler/Lackierer und als Küchenhelfer zur Verfügung. Diese Praktika werden auch vom Berufsförderungswerk getragen. In der JVA Geldern steht ein Mitarbeiter der Gemeinschaftsinitiative B5 zur Verfügung. Die GI B5 kooperiert mit Arbeitsagenturen und Jobcentern, Bildungsträgern und Arbeitgebern und vermittelt hier Ausbildungs- und Arbeitsplätze im Anschluss an die Haft.
Durch Light of Africa e. V. in Kooperation mit dem Bundesamt für Migration und Flüchtlinge wird ein Integrationskurs für Gefangene angeboten. Dieser Integrationskurs steht für 20 Interessierte offen und wird nach den Richtlinien des entsprechenden Bundesamtes mit 600 Unterrichtsstunden und einen Orientierungskurs mit 45 Unterrichtsstunden angeboten. Der Kurs endet mit der Sprachprüfung „Zertifikat-Deutsch“. Die Prüfung entspricht dem Niveau B 1 des Gemeinsamen Europäischen Referenzrahmens.
Für solche Gefangene, die an einen geregelten Tagesablauf gewöhnt werden müssen, gibt es die Arbeitstherapie (ATM). In der JVA Geldern stehen die Bereiche ATM Garten und ATM Holz zur Verfügung, wo die Gefangenen leichte Arbeiten erledigen.
Neben der Möglichkeit der Berufsausbildung haben Gefangene, die für eine solche Maßnahme nicht qualifiziert sind oder kein Interesse haben, die Möglichkeit in anstaltseigenen Betrieben (Küche, Kleiderkammer, Schlosserei, Heizung & Sanitär, Elektro etc.) zu arbeiten. Auch werden Arbeitsplätze in sog. Unternehmerbetrieben (Betriebe von außerhalb des Vollzuges, die in der JVA beispielsweise Bauteile produzieren lassen) angeboten. Die Druckerei bietet neben den Ausbildungsplätzen auch noch 60 weitere Arbeitsplätze für Gefangene. Alle Gefangenen, die in einer JVA arbeiten sind gegen Arbeitsunfälle versichert und es werden Beiträge zur Arbeitslosenversicherung gezahlt, andere Sozialabgaben werden nicht entrichtet. Seit Herbst 2008 besteht die Möglichkeit für Gefangene an Kursen der VHS teilzunehmen. In der JVA werden unter anderem Spanisch, Niederländisch und EDV angeboten.

## Freizeit der Gefangenen

### Art-Gruppe
Die ursprüngliche Artgruppe oder auch Gruppe eigenART, die durch ihre Projekte, wie Ausstellungen und andere Veranstaltungen auch in den Medien bekannt wurde, teilte sich zuletzt in die SchreibART, eine Gruppe, in der man Geschichten, Gedichte und mehr schreiben kann und der creARTiv, wo gemalt und gebastelt wird. So fanden in der JVA schon Autorenlesungen statt, wie zum Beispiel im April 2009 durch Anant Kumar. Die Gruppe creARTiv ist letztmals im Januar 2009 mit einer Ausstellungen in der Öffentlichkeit zu sehen gewesen. Die im Jahr 2017 neu gegründete Kunstgruppe "Querbeet" unter der Leitung der OL'in Frau Linßen hat zudem an der Knastkulturwoche 2017 teilgenommen.

### Posaune
Die Posaune ist die Gefangenenzeitung der JVA Geldern. Sie erscheint viermal im Jahr in einer Auflage von etwa 1000 Exemplaren. Hier schreiben einige Gefangene Artikel über die JVA, aktuelle Gesetzesänderungen, Allgemeines aus dem täglichen Vollzug usw. Gedruckt wird die Posaune in der hauseigenen Druckerei. Herausgeber ist jeweils der aktuelle Anstaltsleiter.

### Verschiedenes
Neben den oben genannten Freizeitaktivitäten gibt es in der JVA noch eine Töpfergruppe. Sie trifft sich in einem dafür ausgebauten Gruppenraum und wird von einem ehrenamtlichen Betreuer betreut. Eine Schachgruppe, in der die Gefangenen aus der ganzen Anstalt die Gelegenheit bekommen, Schach gegeneinander zu spielen. In der Mandala-Gruppe werden unter Anleitung des evangelischen Geistlichen Mandalas gemalt. Außerdem gibt es die „Aqua-Lounge“ (Aquarium), eine Rapgruppe und eine Hausband. Seit 2011 gibt es wieder eine Theatergruppe, welche von ehrenamtlichen Theaterleuten und einer Sozialarbeiterin aufgebaut und am Leben erhalten wird. Darüber hinaus wurde das ehrenamtliche Engagement ausgebaut, so dass mittlerweile eine Montagsgesprächsgruppe, begleitet durch Menschen von Außerhalb, stattfindet.

## Therapie und Betreuung
Die Behandlung und Betreuung der Gefangenen wird durch das Personal der JVA und durch ca. 125 ehrenamtliche Betreuer gewährleistet.
Angebotene Behandlungsgruppen sind: Soziales Training, Gruppe Täter-Opfer-Ausgleich, Suchtberatung, Anonyme Alkoholiker, Gruppe Peacemaker (eine Gruppe betreut durch Peacemaker Gemeinschaft Deutschland, Überkonfessioneller Dachverband für Spiritualität und Soziales Engagement), Gruppe Scheideweg (eine Gruppe betreut durch die Gefährdetenhilfe Scheideweg e. V.) und die Emmaus Gemeinschaft. Neben den Gruppen betreuen viele der ehrenamtlichen Betreuer Gefangene in Einzelgesprächen während und auch nach der Haft.
Die JVA Geldern hat eine Jungtäterabteilung eingerichtet. Hier stehen 30 Haftplätze für jugendliche Straftäter zur Verfügung. Die Jugendlichen erhalten verschiedene Behandlungsangebote wie Gruppengespräche, soziales Training und Gewaltprävention. Sie leben dort in einem Wohngruppenvollzug. Die Jungtäterabteilung ist im neuen Hafthaus F untergebracht.

## Ausstattung

### Gefangenenbesuch
In der JVA Geldern stehen neben den normalen Gemeinschaftsbesuchsräumen auch fünf Langzeitbesuchsräume zur Verfügung, in denen die Gefangenen die Zeit aufsichtsfrei mit ihren Familien während drei Stunden verbringen können. Diese Besuchsräume verfügen über ein Badezimmer, und eine Küchenzeile. Im eigentlichen Besuchsraum gibt es eine Sofaecke. Der normale Besuch in den Gemeinschaftsbesuchsräumen findet unter Aufsicht statt.

### Bücherei
In der JVA Geldern gibt es eine große Auswahl an Büchern und anderen Medien in verschiedenen Sprachen, die ausgeliehen werden können. Die Ausleihe erfolgt über einen Katalog, der den Gefangenen zugänglich ist.

### Kammer
Als Kammer wird der Bereich in der JVA bezeichnet, wo die Anstaltskleidung der Gefangenen gelagert und sortiert wird. Die Gefangenen erhalten einmal in der Woche ein Wäschepaket mit Kleidung und Handtüchern. Neben der Anstaltswäsche werden hier auch die Habseligkeiten gelagert, welche die Gefangenen bei der Inhaftierung bei sich hatten.

### Kirche
In der Kirche finden im Wechsel katholische und evangelische Gottesdienste statt. In der JVA sind ein katholischer und ein evangelischer Geistlicher beschäftigt. Ein wichtiges Anliegen der Geistlichen in der JVA Geldern ist es, im Rahmen der Seelsorge Trost und Lebenswillen zu vermitteln. Mit Gesprächs- und Kaffeerunden bieten die Seelsorger jungen Straftätern Lebenserfahrung und Ablenkung vom Gefängnisalltag an. Des Weiteren werden den Insassen Gesprächstunden, Lebenshilfe für Angehörige und Insassen, Treffen mit anderen Gläubigen und Menschen von außerhalb angeboten. Auch Hochzeiten können organisiert werden wie auch neue Veranstaltungen für die Kirche, wie Musikgruppen, Treffen mit Einzelkünstlern oder einer Mandalagruppe.

### Küche
In der Küche arbeiten neben den sechs Beamten noch ca. 20 Gefangene. Gekocht wird täglich ein Gericht als Normalkost, ein Gericht ohne Schweinefleisch für Muslime und Juden, ein vegetarisches Gericht, sowie verschiedene ärztlich verordnete Diäten. Brot wird in der Bäckerei der JVA Willich gebacken und zweimal in der Woche angeliefert.

### Sportbereich
Im Sportbereich werden unter anderem Fußball, Handball, Softball, Volleyball, Tischtennis, Kraftsport und Fitness angeboten. In regelmäßigen Abständen erhalten die Gefangenen die Möglichkeit, an einem Schiedsrichterlehrgang teilzunehmen. Auch nehmen einige Gefangene, deren Strafvollzug gelockert wurde, das Angebot der umliegenden Sportvereine in Anspruch. Sportvereine aus der Region kommen auch regelmäßig in die Anstalt, um hier gegen die Gefangenen zu spielen. Im Sommer 2009 fand ein Fußballtraining mit Wolfgang de Beer statt, Anfang Dezember 2009 ein Volleyballtraining mit Georg Grozer senior. Justizbeamte im Sportbereich sind alle ausgebildete Sportübungsleiter. Der Sportbereich wird auch für den Dienstsport genutzt.
Ein wichtiges sportliches Ereignis ist der „Jail-Run“, ein zehn Kilometer Lauf an dem Gefangene und „Zivile“ aus dem Umkreis und anderen Gefängnissen teilnehmen.

## The Wall – Kunst und Knast

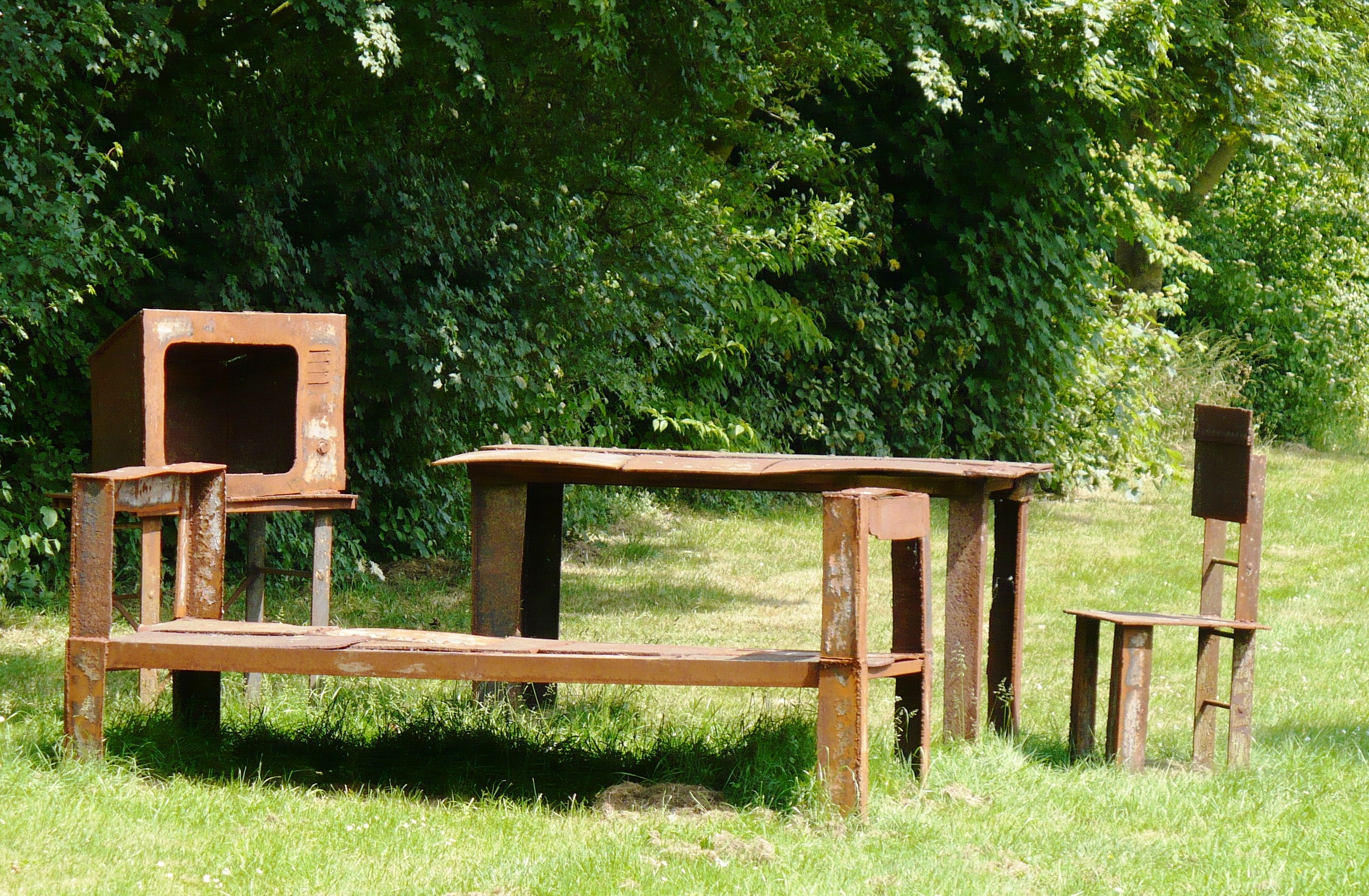
Skulptur „Raum im Raum“

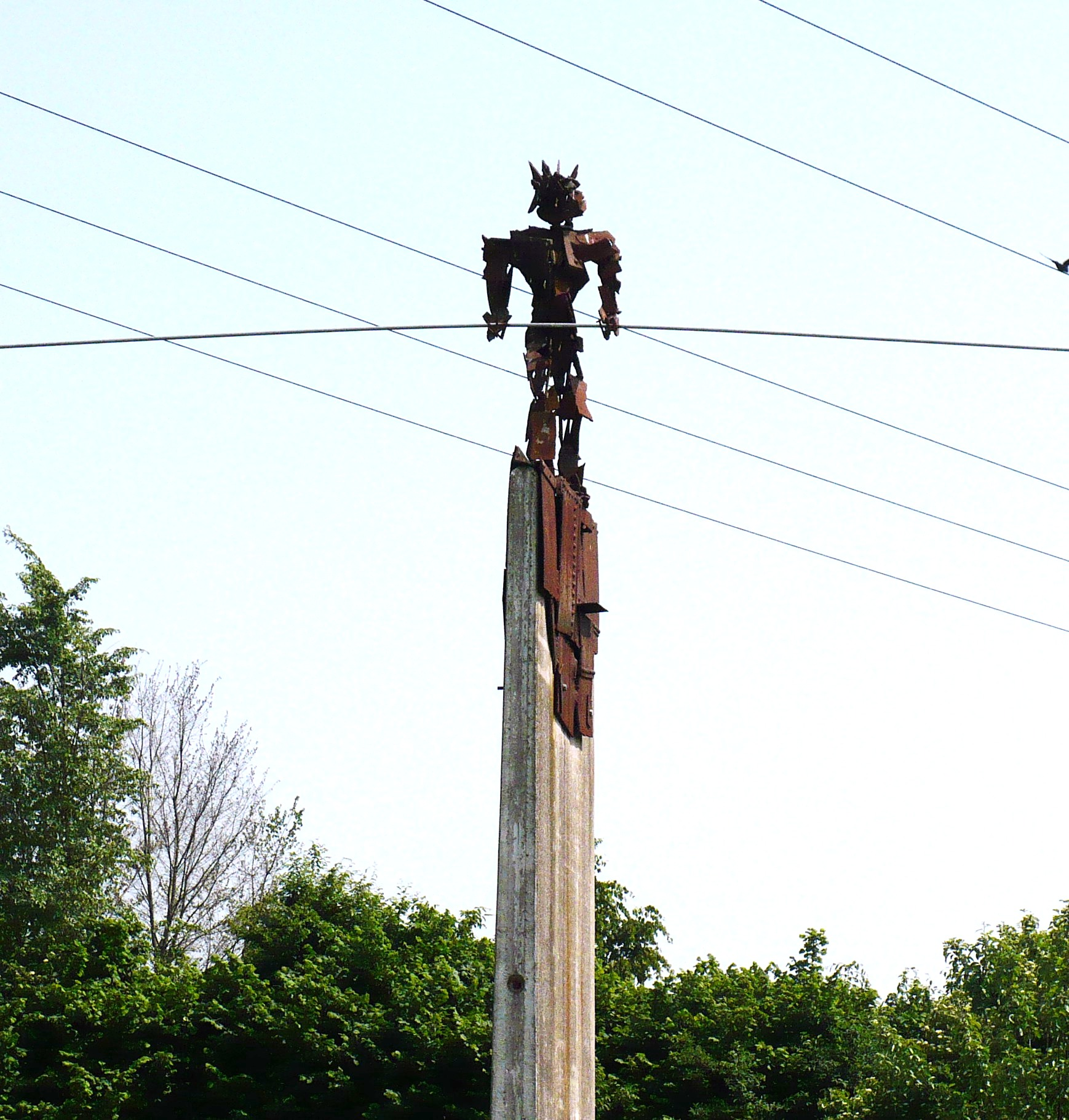
Skulptur „Balance“

Durch eine Initiative der Gruppe „KUHnst“, besonders Peter Busch, einem Gelderner Künstler, getragen vom KUHnst Turm Niederrhein e. V. und der JVA Geldern, wurde 1994 das Kunstprojekt „The Wall – Kunst und Knast“ ins Leben gerufen, in dem sich Künstler entfalten können.
Ziele der Gruppe sind unter anderem, die Verstärkung eines realitätsnahen Bewusstseins zum Strafvollzug in der Öffentlichkeit herzustellen, mithilfe der Kunst als Medium zwischen den Menschen.
Eines der größten Projekte war die Gestaltung und Bemalung der Gefängnismauer, wovon die meisten Bilder bei der Erweiterung (2001–2004) jedoch verloren gingen. Das aktuelle Großprojekt ist der „Landschaftspark JVA Geldern-Pont“, in dem Teile der alten Gefängnismauer, Skulpturen, etwa eine doppelt so große Rekonstruktion der Inneneinrichtung eines Haftraumes aus rostigem Metall („Raum im Raum“), ausgestellt werden. Ein Mensch balanciert auf einem Mauerstück („Balance“) und ein Stelenfeld mit zurzeit 18 Objekten sind ebenfalls zu sehen. Zudem wurde 2015 die Wäscheleine „Schuld“ eingeweiht, 2017 das Kunstwerk „Gegenüber“ Zuletzt wurde im Rahmen der Kirchenrenovierung die „Fluchtleiter“ aufgehängt.

## Arbeitsplätze in der JVA
Die JVA Geldern bietet nach der Erweiterung 314 Arbeitsplätze. Vor der Erweiterung waren es 279,5. Die Anstaltsleitung besteht aus zwei Juristen. Als weitere Bedienstete sind zwei Geistliche, ein Arzt, sechs Pädagogen und vier Psychologen beschäftigt, außerdem zwölf Sozialarbeiter. Der Allgemeine Vollzugsdienst hat heute 197 Stellen, früher waren es 155. Hinzu kommen 55 Technische Angestellte und Werkbeamte. Die restlichen Stellen liegen im Bereich der Verwaltung.